# Perle delle Alpi

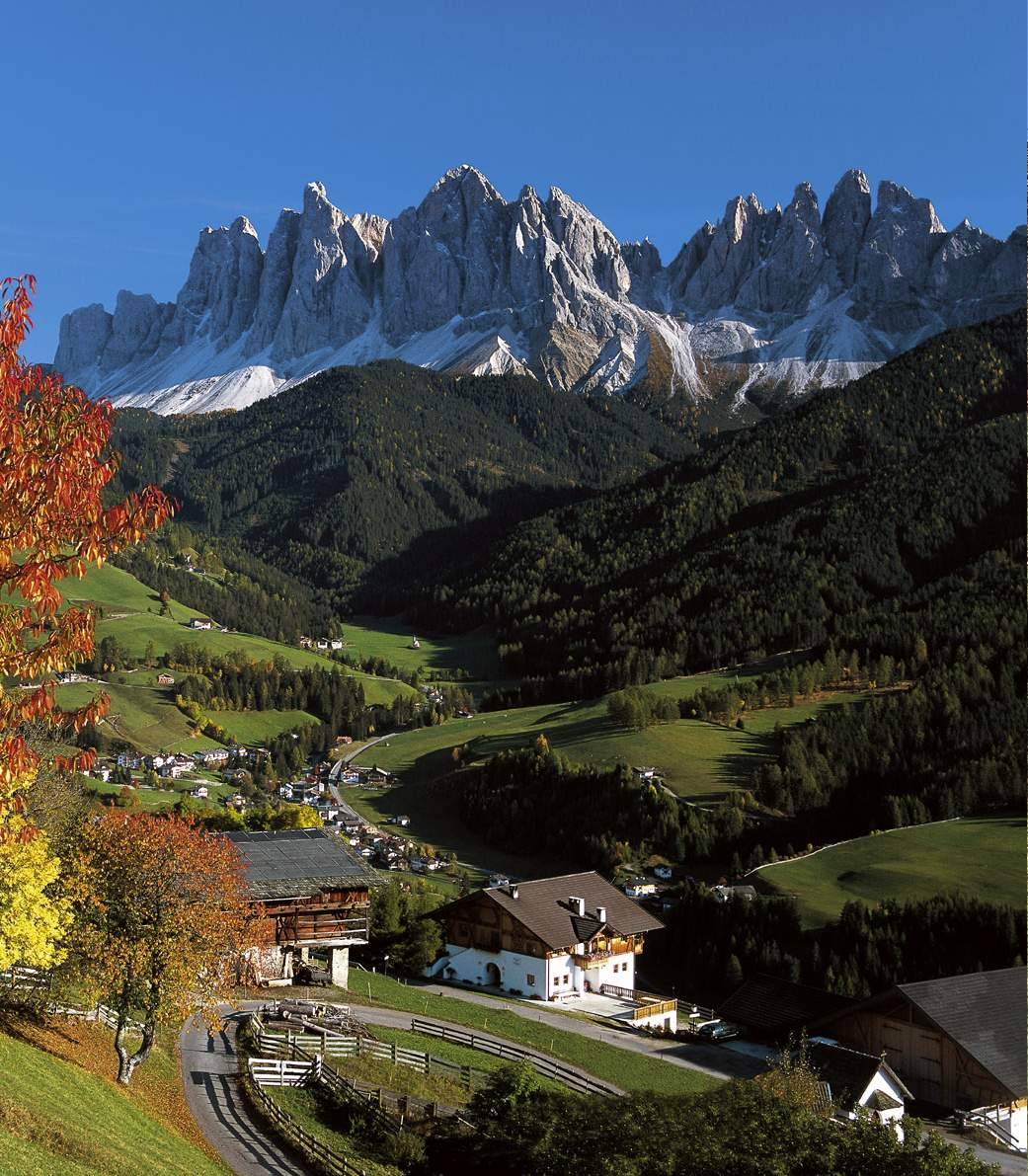
Panorama della Val di Funes con il gruppo delle Odle

Le Perle delle Alpi (in inglese Alpine Pearls) sono un raggruppamento di 23 località dell'arco alpino,  che si trovano in cinque differenti Paesi. Questa cooperazione tra le località, stabilita nel 2006, ha l'obiettivo della cosiddetta mobilità dolce, ovvero offrire ai turisti la possibilità di arrivare e muoversi nella località senza l'uso dell'automobile, sfruttando mezzi di trasporto pubblici e altri veicoli ecologici messi a disposizione in loco, tra cui bici, mountain bike, e-bike e veicoli elettrici. Il progetto ha vinto una serie di premi internazionali, tra cui l'Energy Globe Award e l'Ecotrophea nel 2008, e il Tourism for Tomorrow Award.

## Descrizione

### La fondazione
Sono il risultato di due progetti europei chiamati Alps Mobility (Mobilità nelle Alpi) e Alps Mobility II - Alpine Pearls (Mobilità nelle Alpi II - Perle delle Alpi). L'accento era stato posto sull'offerta di pacchetti turistici innovativi e durevoli collegando le attrazioni turistiche ai vantaggi della mobilità dolce utilizzando dei mezzi di trasporto ecologici.

### Criteri di selezione
I criteri di selezione per ottenere il titolo di Perla delle Alpi riguardano la mobilità interregionale (i mezzi di trasporto per raggiungere la località, i consigli ai turisti e i tempi di attesa), il trasporto pubblico locale (mezzi di trasporto pubblico non inquinanti, possibilità di affittare biciclette), l'eventuale presenza di una  riserva naturale nella zona e la qualità dei servizi (trattamento entro le 24 ore delle prenotazioni, presenza di una zona pedonale nel centro del comune, uffici di informazione). Nel 2007 17 comuni in 4 nazioni (Austria, Francia, Italia e Svizzera) avevano ottenuto tale titolo. Il loro numero è in seguito aumentato arrivando alle attuali 23 Perle.

### Località coinvolte
Attualmente le località partecipanti del consorzio sono:
| Paese    | Località                    | Immagine |
| -------- | --------------------------- | -------- |
| Austria  | Hinterstoder                |          |
| Austria  | Mallnitz                    |          |
| Austria  | Neukirchen am Großvenediger |          |
| Austria  | Weißensee                   |          |
| Austria  | Werfenweng                  |          |
| Germania | Bad Reichenhall             |          |
| Germania | Berchtesgaden               |          |
| Italia   | Chamois                     |          |
| Italia   | Cogne                       |          |
| Italia   | Funes                       |          |
| Italia   | Moso in Passiria            |          |
| Italia   | Malles Venosta              |          |
| Italia   | Racines                     |          |
| Italia   | Moena                       |          |
| Italia   | Forni di Sopra              |          |
| Italia   | Ceresole Reale              |          |
| Italia   | Limone Piemonte             |          |
| Italia   | Pragelato                   |          |
| Slovenia | Bled                        |          |
| Slovenia | Bohinj                      |          |
| Svizzera | Arosa                       |          |
| Svizzera | Interlaken                  |          |
| Svizzera | Disentis/Mustér             |          |
| Svizzera | Les Diablerets              |          |